# Colonia la Gloria
Colonia la Gloria är en ort i Mexiko.   Den ligger i kommunen Acapulco de Juárez och delstaten Guerrero, i den södra delen av landet, 290 km söder om huvudstaden Mexico City. Colonia la Gloria ligger 29 meter över havet och antalet invånare är 241.
Terrängen runt Colonia la Gloria är kuperad åt nordväst, men åt sydost är den platt. Runt Colonia la Gloria är det tätbefolkat, med 397 invånare per kvadratkilometer. Närmaste större samhälle är Acapulco, 10,0 km väster om Colonia la Gloria. Omgivningarna runt Colonia la Gloria är en mosaik av jordbruksmark och naturlig växtlighet.